# Charles-André Gilis
Pour les articles homonymes, voir Gilis.
Charles-André Gilis,né à Louvain en 1934 et mort le 3 juillet 2025, est un écrivain et traducteur belge.
Il est l'auteur d'ouvrages sur l'ésotérisme islamique.

## Biographie
Charles-André Gilis écrit aussi sous son nom islamique d'Abd ar-Razzâq Yahyâ.
Il a été pendant une dizaine d'années « Imâm Khâtib» dans un lieu de prière de la région de Paris.
Ses ouvrages concernent les œuvres de René Guénon, de Michel Vâlsan et de métaphysiciens appartenant à la tradition islamique — principalement Mohyddin Ibn Arabî.
Ses livres paraissent désormais aux Éditions Le Turban Noir.

## Thèmes abordés
Charles-André Gilis développe certains aspects eschatologiques et ésotériques de l'islâm à partir de l'enseignement de Mohyddin Ibn Arabî (Cheikh al-Akbar), en suivant l'orientation définie par René Guénon et Michel Vâlsan,. Son travail porte sur la compréhension des rites fondamentaux de l'islâm dans une perspective initiatique, métaphysique et universelle, comme en témoignent ses ouvrages sur le Pèlerinage, la zakât, le jeûne, la prière du Vendredi ou la prière sur le défunt,.
Denise Richard, (spécialiste d'ésotérisme) dans une note de lecture, ne manquait pas de faire remarquer que le symbolisme des « règles légales [de l'islâm] régit l'ensemble des interprétations ésotériques du Cheikh al-Akbar. [L'étude de Charles-André Gilis] s'inscrit dans une perspective métaphysique qui est une constante de l'enseignement du plus grand des Maîtres. Cet enseignement, à caractère purement traditionnel, et qui ne connaît pas d'équivalent de nos jours, est magistralement transmis par Monsieur Gilis dans l'ensemble de son œuvre ».
Selon Michel Vâlsan, « la Loi (Shar') en Islam n'a pas le sens restreint qu'elle a dans la civilisation chrétienne où elle s'oppose même d'une façon spéciale aux idées de Foi et de Grâce ; elle se rapporte, au contraire à l'institution révélée dans toute sa généralité, car la Loi islamique est totale et inclut tous les domaines et tous les degrés de la vie spirituelle et temporelle, y compris les principes et les méthodes de la connaissance métaphysique ». La tradition islamique apparaît comme la « manifestation visible d'une élection spirituelle que le Coran formule en ces termes : « Vous êtes [ô musulmans] la meilleure communauté qui ait jamais été existenciée en faveur des hommes ; vous ordonnez ce qui convient, vous interdisez ce qui est répréhensible et vous croyez en Allâh » (Cor., 3, 110) »,.
À partir de l'œuvre de René Guénon et de son étude Le Roi du Monde, la « doctrine du Centre suprême » permet à l'auteur de montrer l'excellence actuelle de la forme islamique, prédisposée à être le « support privilégié de [ce] Centre durant la période finale du cycle humain ». Toujours d'après les données fondamentales sur les rites du Pèlerinage, le maintien en toutes circonstances de la qibla en direction de la Kaaba de La Mekke et plus particulièrement au moment de la Station faite à Arafa, « symbolise ésotériquement l'élection d'une forme particulière et du Centre initiatique qui lui correspond ».
La notion de « Droit sacré », telle qu'elle est expliquée et développée dans ses ouvrages, fonde les jugements prononcés à l'égard du monde contemporain et des institutions sacrées qui continuent d'exercer une influence. Dans La Papauté contre l’islam, L'auteur condamne la position officielle du Saint-Siège qui mena à la reconnaissance de l'État sioniste, ainsi que l'élaboration d'une « contre-doctrine » qui servit à la justifier,.

## Ouvrages
- Kimbangu, fondateur d'église, Librairie encyclopédique, 1960[22].
- Kasa-Vubu, au cœur du drame congolais, Editions Europe-Afrique, 1964[23].
- Introduction à l'enseignement et au mystère de René Guénon, Paris Éditions de l'Œuvre, 1986.
- Marie en Islam, Paris, Éditions Traditionnelles, 1990[24].
- René Guénon et l'avènement du troisième Sceau, suivi de Les clés des demeures spirituelles dans les « Futûḥât » d'Ibn Arabî, Paris, Éditions Traditionnelles, 1991.
- L'Esprit universel de l'Islam, Troisième édition, Le Turban Noir, 2013.
- Les Sept Étendards du Califat, Paris, Éditions Traditionnelles, 1993.
- La Doctrine initiatique du Pèlerinage, Paris, Éditions al-Bustane, 1994[25].  (ISBN 2910856003)
- Études complémentaires sur le Califat, Paris, Éditions al-Bustane, 1995.  (ISBN 2910856038)
- Ordo ab Chao. La Franc-Maçonnerie dans la lumière du Prophète, Beyrouth, Albouraq ; Paris, Librairie de l'Orient, 2004[26].
- Aperçus sur le doctrine akbarienne des jinns, suivi par L'Homme fut serpent autrefois, Albouraq, 2005.
- Qâf et les mystères du Coran glorieux, Beyrouth, Albouraq ; Paris, Librairie de l'Orient, 2006.
- Tawhîd et Ikhlâs, Le Turban Noir, 2006.
- L'Héritage doctrinal de Michel Vâlsan, Le Turban Noir, 2009.
- Métaphysique de la Zakât, Le Turban Noir, 2009.
- La Profanation d'Israël selon le Droit Sacré, Le Turban Noir, 2008 (ré-édition). Également traduit en anglais par Richard Beale avec une préface d'Abd al-Jabbâr Khouri (titre: The profanation of Israël in the light of Sacred Law).
- La Papauté contre l'islâm. Genèse d'une dérive, Le Turban Noir, 2007.
- La Petite Fille de neuf ans, suivi d'une étude sur « Le Soufre Rouge », Le Turban Noir, 2006.
- Petit traité d'Al-Haqq, Le Turban Noir, 2010.
- L'Intégrité islamique ni intégrisme, ni intégration, deuxième édition augmentée d'une postface, Le Turban Noir, 2011.
- L'Arbre de Lumière et la Tradition universelle, Le Turban Noir, 2012.
- Introduction aux Oraisons de la semaine (Awrâd al-Usbû’) du Sceau Muhammadien, Le Turban Noir, 2012.
- Études sur l'Islam et la Franc-Maçonnerie, Le Turban Noir, 2014.
- René Guénon 1907-1961, Le Turban Noir, 2014.
- La Maison du Prophète selon René Guénon, Le Turban Noir, 2015.
- Le Maître de l'Or. Aperçus complémentaires sur le tradition hermétique, Le Turban Noir, 2016.

## Traductions commentées
- Ibn Arabî, Le Livre des Chatons des Sagesses, T.1-2, Albouraq, 1997.
- Poèmes métaphysiques, Le Turban Noir, 2015.
- Les Trente-six Attestations coraniques de l'Unité, Paris, Éditions al-Bustane, 1994.
- La Prière du jour du Vendredi. Extrait du chapitre 69 des Futūhāt, augmentée d'une postface Pour une présentation traditionnelle d'Ibn Arabî, Albouraq, 2003.
- La Prière sur le défunt dans l'enseignement d'Ibn Arabî, Sagesse et Tradition, 2007.
- Textes sur le Jeûne, Sagesse et Tradition, 2007.
- Ibn Arabî, Le Livre du Mîm, du Wâw et du Nûn, Albouraq.

### Autres publications
Charles-André Gilis est l'auteur d'un grand nombre d'articles et de comptes-rendus publiés dans les revues suivantes : Études Traditionnelles, La Règle d'Abraham, Vers la Tradition,, Connaissance des religions.